# Natación en los Juegos Olímpicos de Pekín 2008 – 800 metros estilo libre femenino
La competición de 800 metros libre femenino en los Juegos Olímpicos de Pekín 2008 se realizó el 14 y 16 de agosto de 2008 en el Centro Acuático Nacional de Pekín.

## Récords
Antes de esta competición, el récord mundial y olímpico existentes eran los siguientes:
| Récord mundial  | Janet Evans    | 8:16,22 | Tokio, Japón      | 20 de agosto de 1989     |
| Récord olímpico | Brooke Bennett | 8:19,67 | Sídney, Australia | 22 de septiembre de 2000 |

## Resultados

### Series
| Pos. | Serie | Calle | Nombre                        | País           | Tiempo  | Notas |
| ---- | ----- | ----- | ----------------------------- | -------------- | ------- | ----- |
| 1    | 4     | 4     | Rebecca Adlington             | Reino Unido    | 8:18,06 | Q, RO |
| 2    | 3     | 5     | Camelia Potec                 | Rumania        | 8:19,70 | Q     |
| 3    | 4     | 2     | Lotte Friis                   | Dinamarca      | 8:21,74 | Q     |
| 4    | 5     | 5     | Alessia Filippi               | Italia         | 8:21,95 | Q     |
| 5    | 4     | 3     | Kylie Palmer                  | Australia      | 8:22,81 | Q, OC |
| 6    | 5     | 1     | Yelena Sokolova               | Rusia          | 8:23,07 | Q, RN |
| 7    | 3     | 6     | Li Xuanxu                     | China          | 8:24,37 | Q     |
| 8    | 5     | 7     | Cassandra Patten              | Reino Unido    | 8:25,91 | Q     |
| 9    | 4     | 1     | Wendy Trott                   | Sudáfrica      | 8:26,21 | AF    |
| 10   | 5     | 4     | Kate Ziegler                  | Estados Unidos | 8:26,98 |       |
| 11   | 3     | 4     | Katie Hoff                    | Estados Unidos | 8:27,78 |       |
| 12   | 5     | 6     | Coralie Balmy                 | Francia        | 8:28,34 |       |
| 13   | 3     | 3     | Flavia Rigamonti              | Suiza          | 8:28,67 |       |
| 14   | 3     | 8     | Andreína Pinto                | Venezuela      | 8:30,30 | RN    |
| 15   | 4     | 7     | You Meihong                   | China          | 8:31,11 |       |
| 16   | 5     | 3     | Erika Villaécija              | España         | 8:32,27 |       |
| 17   | 5     | 8     | Melissa Gorman                | Australia      | 8:32,34 |       |
| 18   | 2     | 4     | Susana Escobar                | México         | 8:33,51 | RN    |
| 19   | 5     | 2     | Sophie Huber                  | Francia        | 8:33,76 |       |
| 20   | 2     | 5     | Kristel Köbrich               | Chile          | 8:34,25 |       |
| 21   | 3     | 1     | Maiko Fujino                  | Japón          | 8:35,60 |       |
| 22   | 2     | 1     | Jördis Steinegger             | Austria        | 8:36,40 | RN    |
| 23   | 3     | 7     | Tanya Hunks                   | Canadá         | 8:38,05 |       |
| 24   | 2     | 3     | Gabriella Fagundez            | Suecia         | 8:39,06 | RN    |
| 25   | 4     | 6     | Jaana Ehmcke                  | Alemania       | 8:39,51 |       |
| 26   | 2     | 6     | Réka Nagy                     | Hungría        | 8:40,38 |       |
| 27   | 4     | 5     | Ai Shibata                    | Japón          | 8:41,63 |       |
| 28   | 4     | 8     | Eleftheria Evgenia Efstathiou | Grecia         | 8:41,65 |       |
| 29   | 1     | 4     | Au Hoishun Stephanie          | Hong Kong      | 8:41,66 |       |
| 30   | 2     | 8     | Lynette Lim                   | Singapur       | 8:45,56 |       |
| 31   | 2     | 2     | Cecilia Biagioli              | Argentina      | 8:50,18 |       |
| 32   | 1     | 5     | Golda Marcus                  | El Salvador    | 8:51,21 |       |
| 33   | 1     | 3     | Eva Lehtonen                  | Finlandia      | 8:53,50 |       |
| 34   | 2     | 7     | Khoo Cai Lin                  | Malasia        | 9:04,86 |       |
| 35   | 1     | 3     | Karolina Szczepaniak          | Polonia        | 9:08,87 |       |
| –    | 3     | 2     | Federica Pellegrini           | Italia         | DNS     |       |

### Final
| Pos.              | Calle | Nombre            | País        | Tiempo  | Notas |
| ----------------- | ----- | ----------------- | ----------- | ------- | ----- |
| Medalla de oro    | 4     | Rebecca Adlington | Reino Unido | 8:14,10 | RM    |
| Medalla de plata  | 6     | Alessia Filippi   | Italia      | 8:20,23 |       |
| Medalla de bronce | 3     | Lotte Friis       | Dinamarca   | 8:23,03 |       |
| 4                 | 5     | Camelia Potec     | Rumania     | 8:23,11 |       |
| 5                 | 1     | Li Xuanxu         | China       | 8:26,34 |       |
| 6                 | 2     | Kylie Palmer      | Australia   | 8:26,39 |       |
| 7                 | 7     | Yelena Sokolova   | Rusia       | 8:29,79 |       |
| 8                 | 8     | Cassandra Patten  | Reino Unido | 8:32,35 |       |